# Lingua rotumana
La lingua rotumana (anche conosciuta come Rotuman, Rotunan, Rutuman o Fäeag Rotųam nel vernacolare) è una delle lingue del Pacifico centrale parlata a Rotuma e dai Rotumani che abitano nelle Figi di cui Rotuma è dipendenza dal 1881.
La classificazione del rotumano è sempre stata difficile per causa delle parole del samoano e del tongano che sono state introdotte, ma anche dalla lingua figiana occidentale a cui è imparentato.